# Cerodontha lacerata
Cerodontha lacerata är en tvåvingeart som beskrevs av Zlobin 1993. Cerodontha lacerata ingår i släktet Cerodontha och familjen minerarflugor. Inga underarter finns listade i Catalogue of Life.